# Woodstock (Nouveau-Brunswick)
Pour les articles homonymes, voir Woodstock.
Woodstock est une ville canadienne du comté de Carleton, dans l'Ouest du Nouveau-Brunswick.

## Toponyme
La ville est probablement nommée ainsi en l'honneur du vicomte Woodstock, 3e duc de Portland, ou en mémoire de la ville de Woodstock en Angleterre ou encore selon un lieu portant le même nom aux États-Unis. La ville s'appelait à l'origine The Creek, ce qui signifie « le Ruisseau », et ensuite Meductic, à ne pas confondre avec le village du même nom.

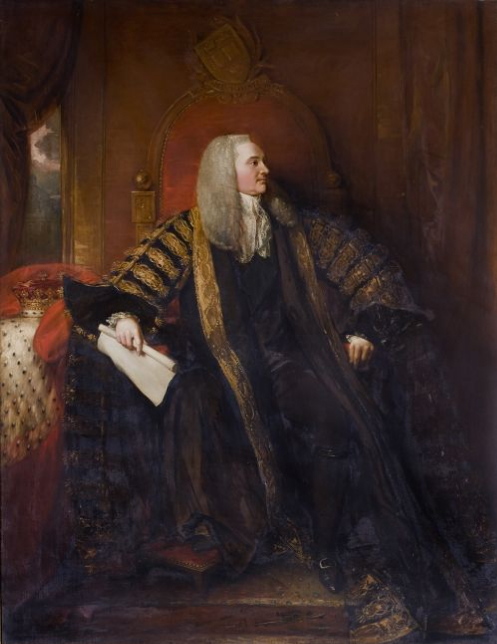
Le vicomte Woodstock.
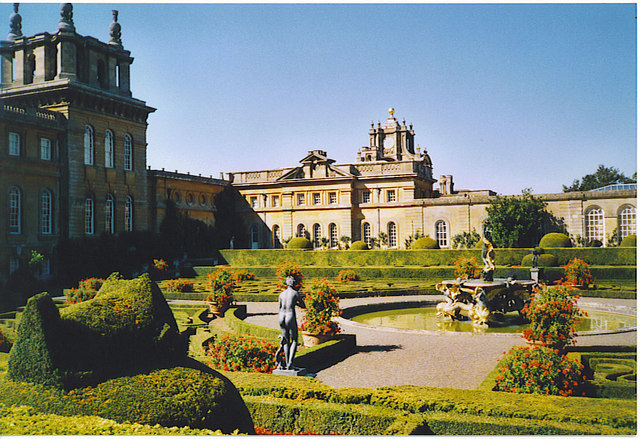
Le palais de Blenheim à Woodstock en Angleterre.

## Géographie

### Situation

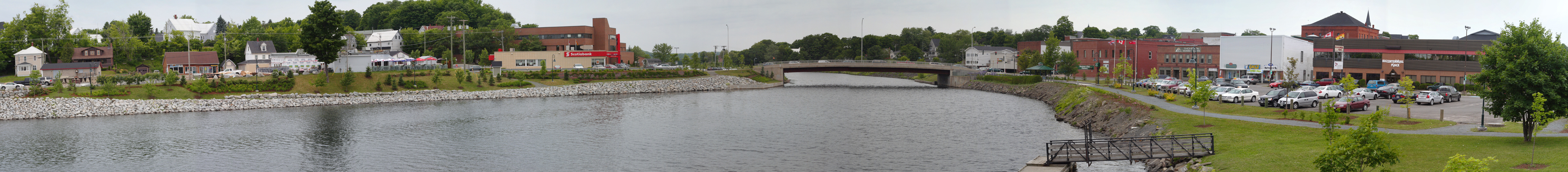
La rivière Meduxnekeag à Wooddstock.

Woodstock est située sur la rive droite (ouest) du fleuve Saint-Jean, au confluent de la rivière Meduxnekeag, à 75 kilomètres au nord-ouest de Fredericton, à 15 kilomètres à l'est de la frontière américaine et à 20 kilomètres d'Houlton. La ville à une superficie de 13,41 km2.
La rivière Meduxnekeag s'élargit à l'ouest de la ville et forme un genre de delta où l'on trouve plusieurs îles, dont la principale est l'île des Têtes de violon (Fiddelhead Island). La rivière se rapetisse ensuite pour passer par Le Goulet avant de se déverse dans le fleuve. Trois îles du fleuve sont comprises dans le territoire, dont l'une est accessible par une jetée. Les terres s'élèvent rapidement de chaque côté du Goulet, où se trouvent la majorité des édifices. La rive nord de la Meduxnekeag est plutôt constituée d'un plateau, tandis qu'il y a des collines sur la rive sud, dont l'une dépasse les 170 mètres de haut.

### Logement
(septembre 2024).
La ville comptait 2288 logements privés en 2006, dont 2159 occupés par des résidents habituels. Parmi ces logements, 61,1 % sont individuels, 2,8 % sont jumelés, 3,0 % sont en rangée, 1,9 % sont des appartements ou duplex, 24,5 % sont des immeubles de moins de cinq étages et 0,9 % sont des immeubles de plus de cinq étages. Enfin, 5,6 % des logements entrent dans la catégorie autres, tels que les maisons-mobiles. 65,0 % des logements sont possédés alors que 35,0 % sont loués. 73,6 % ont été construits avant 1986 et 9,0 % ont besoin de réparations majeures. Les logements comptent en moyenne 6,9 pièces et 0,7 % des logements comptent plus d'une personne habitant par pièce. Les logements possédés ont une valeur moyenne de 122 668 $, comparativement à 119 549 $ pour la province.

## Histoire

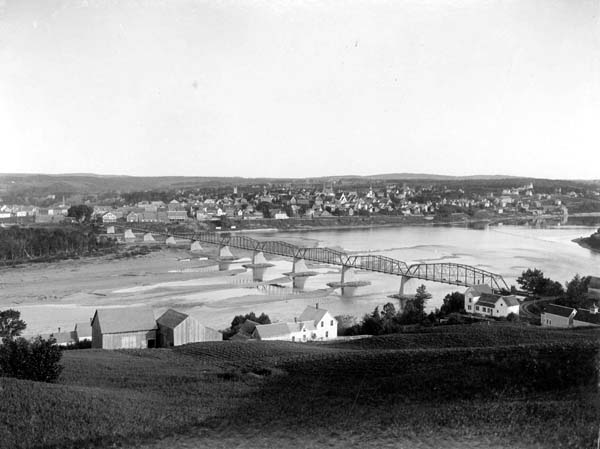
Vue de Woodstock en 1903.

Un village malécite fortifié du nom de Médoctec (Meductic), à ne pas confondre avec l'actuel village de Meductic, existe dans le sud de l'actuelle ville, probablement dès la préhistoire selon William Francis Ganong. Situé à la jonction du portage du fleuve Penobscot et du fleuve Saint-Jean, près d'un site de pêche, c'est le principal village de la vallée de la fin du XVIIe siècle au début du XVIIIe siècle.
La ville prend de l'expansion à la suite de l'arrivée des Loyalistes du 2e Bataillon de Delancey. Des immigrants de diverses origines s'établissent par la suite en ville, causant des tensions ethniques et religieuses culminant par des émeutes entre les membres de l'ordre d'Orange et les catholiques lors du XIXe siècle.
La réserve de Woodstock est achetée en 1851 et les Malécites y sont déplacés. Woodstock est constitué en municipalités en 1856.
La région de Woodstock avait autrefois une industrie minière et sidérurgique. Du minerai de fer a été découvert en 1820, et il y a eu un rapport sur du minerai de faible qualité en 1826. L'exploitation de mines de fer et manganèse commença en 1848 pour se poursuivre jusqu'en 1884. Il y a également eu des mines de zinc, de cuivre et de plomb.
Woodstock est constitué en municipalité le 1er mai 1856. Deux compagnies électriques sont fondées au cours des années 1880, produisant de l'électricité grâce aux activités des fonderies Small & Fisher et Connell Brothers. Le premier barrage à l'embouchure de la rivière Meduxnekeag est inauguré le 1er décembre 1886. Il alimente la ville en électricité et contribue au développement de diverses industries telles que des tanneries, des usines de carrioles, une scierie et un moulin, deux fonderies produisant des poêles, etc. Les deux compagnies d'électricité sont remplacées par la Woodstock Electric Railway Light and Power Company, qui construit un autre barrage sur la rivière Meduxnekeag en 1906. Le dernier barrage est détruit par une importante crue printanière, le 1er mai 1923.
L'école intermédiaire Woodstock est inaugurée en 1953. La construction du barrage de Mactaquac, durant les années 1960, inonde la plupart des parcs de la ville. L'école élémentaire Woodstock Centenial ouvre ses portes en 1968 et l'école secondaire Woodstock accueille ses premiers étudiants en 1975. En 1987, une crue endommage le rails et le pont ferroviaire du Canadien Pacifique, situé dans le village limitrophe de Upper Woodstock, perd deux arches. Cela a raison de la ligne, que le CP souhaitait déjà abandonner.

## Chronologie municipale
- 1786 : Érection de la paroisse de Woodstock dans le comté d'York.
- 1833 : Création du comté de Carleton à partir d'une portion du comté d'York, dont la paroisse de Woodstock. Création de la paroisse de Dumfries à partir d'une portion de la paroisse de Woodstock.
- 1853 : Création de la paroisse de Richmond à partir d'une portion de la paroisse de Woodstock.
- 1856 : Constitution de la ville de Woodstock dans le territoire de la paroisse.
- 1966 : La municipalité du comté de Carleton est dissoute[9],[10].
- 2023 : Dans le cadre de la réforme de la gouvernance locale, les districts de services locaux (DSL) de la paroisse de Northampton, de la paroisse de Richmond et d'Upper and Lower Northampton sont annexés à la ville, ainsi que des parties des DSL de Debec, de la paroisse de Wakefield et de la paroisse de Woodstock[11].

## Démographie
(juillet 2016).
La ville comptait 5 113 habitants en 2006, soit une baisse de 2,3 % en 5 ans,. Il y a en tout 2160 ménages dont 1430 familles. Les ménages comptent en moyenne 2,3 personnes tandis que les familles comptent en moyenne 2,8 personnes. Les ménages sont composés de couples avec enfants dans 23,1 % des cas, de couples sans enfants dans 29,1 % des cas et de personnes seules dans 31,3 % des cas alors que 16,2 % des ménages entrent dans la catégorie autres (familles monoparentales, colocataires, etc.). 66,1 % des familles comptent un couple marié, 14,0 % comptent un couple en union libre et 19,9 % sont monoparentales. Dans ces dernières, une femme est le parent dans 84,2 % des cas. L'âge médian est de 41,3 ans, comparativement à 41,5 ans pour la province. 83,6 % de la population est âgée de plus de 15 ans, comparativement à 83,8 % pour la province. Les femmes représentent 54,5 % de la population, comparativement à 51,3 % pour la province. Chez les plus de 15 ans, 30,6 % sont célibataires, 45,1 % sont mariés, 4,6 % sont séparés, 8,9 % sont divorcés et 10,9 % sont veufs. De plus, 9,3 % vivent en union libre.
| 1806 | 1816 | 1824 | 1834 | 1840 | 1851 | 1861  | 1871 | 1881  | 1891 |
| ---- | ---- | ---- | ---- | ---- | ---- | ----- | ---- | ----- | ---- |
| -    | -    | -    | -    | -    | -    | 4 300 | -    | 3 000 | -    |

| 1901 | 1911 | 1921 | 1931 | 1941 | 1951  | 1956 | 1961 | 1966 | 1971  |
| ---- | ---- | ---- | ---- | ---- | ----- | ---- | ---- | ---- | ----- |
| -    | -    | -    | -    | -    | 3 996 | -    | -    | -    | 4 846 |

| 1976 | 1981  | 1986  | 1991  | 1996  | 2001  | 2006  | 2011  | 2016  | - |
| ---- | ----- | ----- | ----- | ----- | ----- | ----- | ----- | ----- | - |
| -    | 4 649 | 4 549 | 5 092 | 4 631 | 5 198 | 5 113 | 5 254 | 5 228 | - |

Les autochtones représentent 1,6 % de la population et 2,3 % des habitants font partie d'une minorité visible. Les immigrants représentent 3,3 % de la population et 0,5 % des habitants sont des résidents permanents. 1,6 % des habitants ne sont pas citoyens canadiens et 85,4 % des habitants âgés de plus de 15 ans sont issus de familles établies au Canada depuis trois générations ou plus. En date du 16 mai 2006, 81,0 % des gens avaient la même adresse depuis au moins un an alors que 10,2 % habitaient auparavant ailleurs dans la même ville, que 6,1 % habitaient ailleurs dans la province, que 1,7 % habitaient ailleurs au pays et que 0,8 % habitaient ailleurs dans le monde. À la même date, 54,5 % des gens avaient la même adresse depuis au moins cinq ans alors que 22,0 % habitaient auparavant ailleurs dans la même ville, que 18,1 % habitaient ailleurs dans la province, que 4,4 % habitaient ailleurs au pays et que 1,1 % habitaient ailleurs dans le monde.
La langue maternelle est le français chez 2,6 % des habitants, l'anglais chez 96,3 % et les deux langues chez 0,5 % alors que 0,6 % sont allophones. Les deux langues officielles sont comprises par 15,1 % de la population alors que 0,0 % des habitants sont unilingues francophones, que 84,8 % sont unilingues anglophones et que 0,0 % ne connaissent ni l'anglais ni le français. Le français est parlé à la maison par 0,5 % des gens, l'anglais par 99,2 %, les deux langues officielles par 0,2 %, le français et une langue non officielle par 0,0 %, l'anglais et une langue non officielle par 0,0 % et une langue non officielle seule par 0,2 %. Le français est utilisé au travail par 0,4 % des employés et l'anglais par 99,1 % alors que 0,4 % des employés utilisent les deux langues officielles, que 0,0 % utilisent le français et une langue non officielle, que 0,0 % utilisent l'anglais et une langue non officielle et que 0,0 % utilisent uniquement une langue non officielle.
| Évolution des langues maternelles (en %) | Légende                                                         |
| ---------------------------------------- | --------------------------------------------------------------- |
|                                          | - Anglais - Français - Anglais et français - Autre(s) langue(s) |
| Sources,:                                |                                                                 |

Chez les plus de 15 ans, 26,0 % n'ont aucun certificat, diplôme ou grade, 27,3 % ont uniquement un diplôme d'études secondaires ou l'équivalent et 46,9 % détiennent aussi un certificat, un diplôme ou un grade post-secondaire; par comparaison, ces taux s'élèvent à 29,4 %, 26,0 % et 44,6 % au provincial. Parmi la même tranche d'âge, 9,7 % des gens possèdent un diplôme d'un programme d'un an au CCNB ou l'équivalent, 18,1 % détiennent un diplôme d'un programme de trois ans au CCNB ou l'équivalent, 3,0 % ont un diplôme ou un certificat universitaire inférieur au baccalauréat et 15,8 % ont un certificat, un diplôme ou un grade universitaire plus élevé. Parmi ces diplômés, 10,3 % sont formés en enseignement, 3,9 % en arts ou en communications, 2,8 % en sciences humaines, 9,8 % en sciences sociales ou en droit, 30,1 % en commerce, en gestion ou en administration, 0,5 % en sciences et technologies, 2,8 % en mathématiques ou en informatique, 13,7 % en architecture, en génie ou dans des domaines connexes, 3,1 % en agriculture, en ressources naturelles ou en conservation, 15,7 % en santé, parcs, récréation ou conditionnement physique, 6,4 % en services personnels, de protection ou de transport et 0,0 % dans d'autres domaines. Les diplômés post-secondaires ont terminé leurs études à l'extérieur du pays dans 6,4 % des cas.
Au regard de la population, la ville de Woodstock se classe au 27e rang de la province.

## Économie

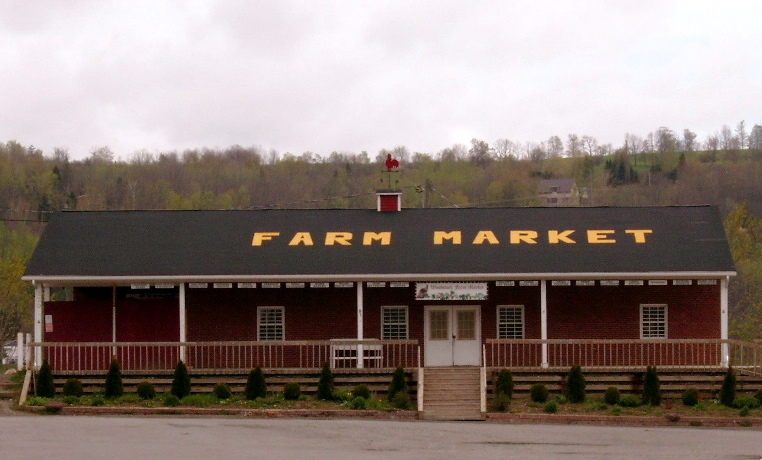
Le marché des fermiers.

(septembre 2024).

### Travail et revenu
Le recensement de 2006 de Statistique Canada fournit aussi des données sur l'économie. Chez les habitants âgés de plus de 15 ans, le taux d'activité était alors de 62,0 %, le taux d'emploi était de 57,5 % et le taux de chômage était de 7,0 %; à titre de comparaison, ceux de la province étaient respectivement de 63,7 %, 57,3 % et 10,0 %.
Chez les personnes âgées de 15 ans et plus, 2 775 ont déclaré des gains et 3 975 ont déclaré un revenu en 2005. 90,6 % avaient aussi déclaré des heures de travail non rémunérées. Le revenu médian s'élevait alors à 21 320 $ avant et à 19 665 $ après impôt, comparativement à la moyenne provinciale de 22 000 $ avant et 20 063 $ après impôt; les femmes gagnaient en moyenne 2 677 $ de moins que les hommes après impôt, soit 16 988 $. En moyenne, 73,5 % du revenu provenait de gains, 15,0 % de transferts gouvernementaux et 11,5 % d'autres sources. 10,4 % de toutes les personnes dans les ménages avaient un faible revenu après impôt, une proportion montant à 10,7 % pour les moins de 18 ans.
Parmi la population active occupée, 6,3 % des gens travaillaient à domicile, 1,5 % travaillaient à l'extérieur du pays, 8,2 % n'avaient pas de lieu de travail fixe et 84,1 % avaient un lieu de travail fixe. Parmi les travailleurs ayant un lieu de travail fixe, 62,1 % travaillaient en ville, 29,9 % travaillaient ailleurs dans le comté, 7,2 % travaillaient dans un autre comté et 0,7 % travaillaient dans une autre province. La plupart des habitants travaillent en effet à Moncton.

### Principaux secteurs

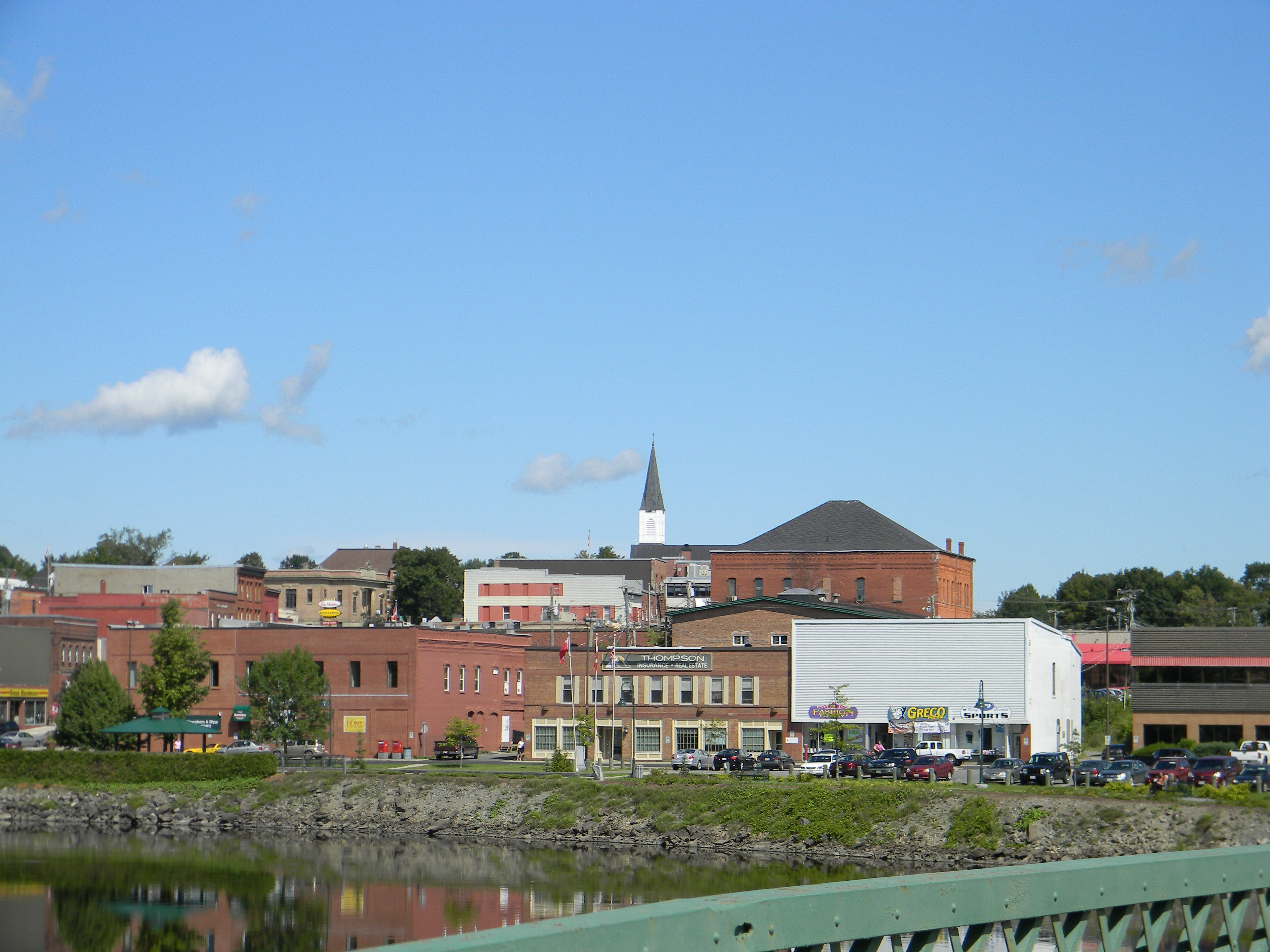
Le centre-ville.

En 2006, on dénombrait 5,9 % des emplois dans l'agriculture, la pêche et les autres ressources, 4,9 % dans la construction, 12,1 % dans la fabrication, 5,5 % dans le commerce de gros, 12,3 % dans le commerce de détail, 2,0 % dans la finance et l'immobilier, 14,1 % dans la santé et les services sociaux, 5,7 % dans l'éducation, 17,4 % dans les services de commerce et 20,0 % dans les autres services.
Woodstock est le centre commercial du comté et compte de ce fait des dizaines de commerces et des services variés. La ville est aussi dotée d'un parc industriel. Il y a une succursale de la Progressive Credit Union, une caisse populaire basée à Fredericton et membre de la Credit Union Central of New Brunswick.
Entreprise Carleton, membre du Réseau Entreprise, a la responsabilité du développement économique.

## Administration
Woodstock est le chef-lieu du comté de Carleton depuis sa création en 1833. Malgré l'abolition de la municipalité de comté en 1966, la ville est toujours la plus importante du comté.
 (juillet 2016).

### Conseil municipal
Le conseil municipal est formé d'un maire et de 6 conseillers.
Le conseil municipal actuel est élu lors de l'élection générale du 10 mai 2016.
Anciens conseils municipaux
Le conseiller Geoff Allen Stairs est élu lors d'une élection partielle tenue le 24 novembre 2008. Le conseil municipal actuel est élu lors de l'élection quadriennale du 14 mai 2012.
| Mandat      | Fonctions   | Nom(s) |
| ----------- | ----------- | --- |
| 2012 - 2016 | Maire       | Arthur L. Slipp                                                                                                 |
| 2012 - 2016 | Conseillers | Amy Anderson, Theresa E. Blackburn, Jeff Gordon Bradbury, Bill Hogan, Randy Leonard et Catherine L. Sutherland. |

| Mandat      | Fonctions   | Nom(s) |
| ----------- | ----------- | --- |
| 2008 - 2012 | Maire       | Arthur L. Slipp                                                                                                  |
| 2008 - 2012 | Conseillers | Theresa Blackburn, James W. Cluff, Charles W. Depow, Peter Kennedy, Andrew Lorne Leech, Catherine L. Sutherland. |

| Période                                  | Période  | Identité        | Étiquette | Qualité           |
| ---------------------------------------- | -------- | --------------- | --------- | ----------------- |
| 2008                                     | en cours | Arthur L. Slipp |           |                   |
| 2004                                     | 2008     | Jeff L. Wright  |           |                   |
| 2001                                     | 2004     | Randy Leonard   |           |                   |
| 1995                                     | 2001     | James W. Andow  |           |                   |
| 1980                                     | 1992     | Harold Culbert  |           | Comptable         |
| 1890                                     | 1891     | Allan Diblee    |           | Marchand d'outils |
| 1880                                     |          | Randolph Jones  |           |                   |
| 1856                                     | 1880     | L.P. Fisher     |           |                   |
| Les données manquantes sont à compléter. |          |                 |           |                   |

### Représentation et tendances politiques
(novembre 2024).
Woodstock est membre de l'Union des municipalités du Nouveau-Brunswick.
 Nouveau-Brunswick: Woodstock fait partie de la circonscription provinciale de Woodstock, qui est représentée à l'Assemblée législative du Nouveau-Brunswick par David Alward, du Parti progressiste-conservateur. Il fut élu en 1999 puis réélu en 2003, en 2006 et en 2010.
 Canada: Woodstock fait partie de la circonscription électorale fédérale de Tobique—Mactaquac, qui est représentée à la Chambre des communes du Canada par Michael Allen, du Parti conservateur. Il fut élu lors de la 39e élection générale, en 2006, et réélu en 2008.

## Vivre à Woodstock

### Éducation

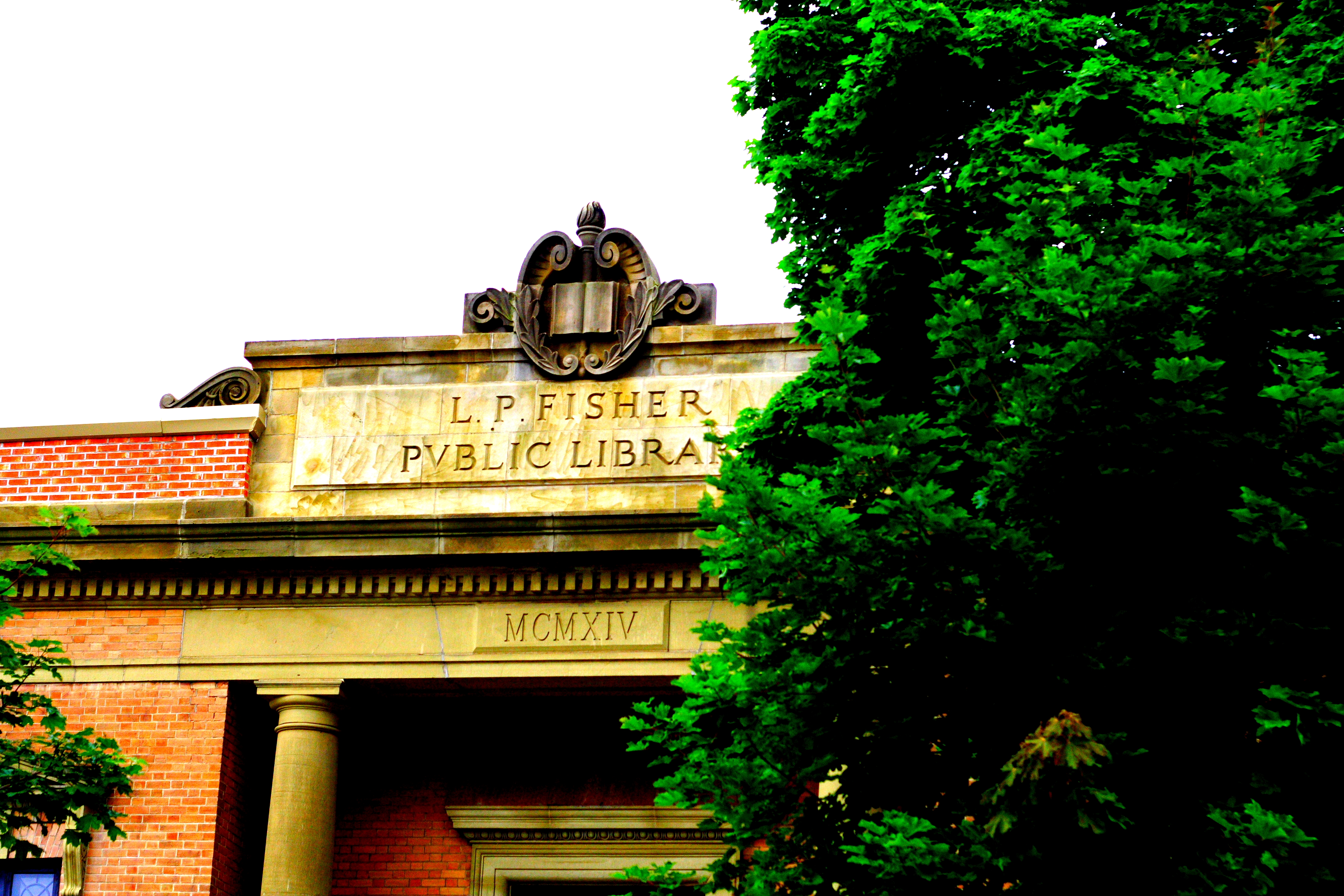
La bibliothèque publique L.P. Fisher.

Woodstock compte trois écoles. Les élèves fréquentent tout d'abord l'école élémentaire Woodstock Centenial de la maternelle à la 5e année avant d'aller à l'école intermédiaire Woodstock de la 6e à la 8e année et finalement à l'école secondaire Woodstock jusqu'en 12e année. Toutes trois offrent un programme d'immersion française. Les écoles font partie du district scolaire Anglophone West.
La ville est incluse dans le territoire du sous-district 10 du district scolaire Francophone Sud. Les écoles francophones les plus proches sont à Fredericton alors que les établissements d'enseignement supérieurs les plus proches sont dans le Grand Moncton.
Woodstock était le siège du district scolaire 14 jusqu'à la réforme de 2012. Il comprenait les écoles publiques anglophones des comtés de Madawaska, de Victoria, de Carleton et d'une partie du comté d'York.

### Transport

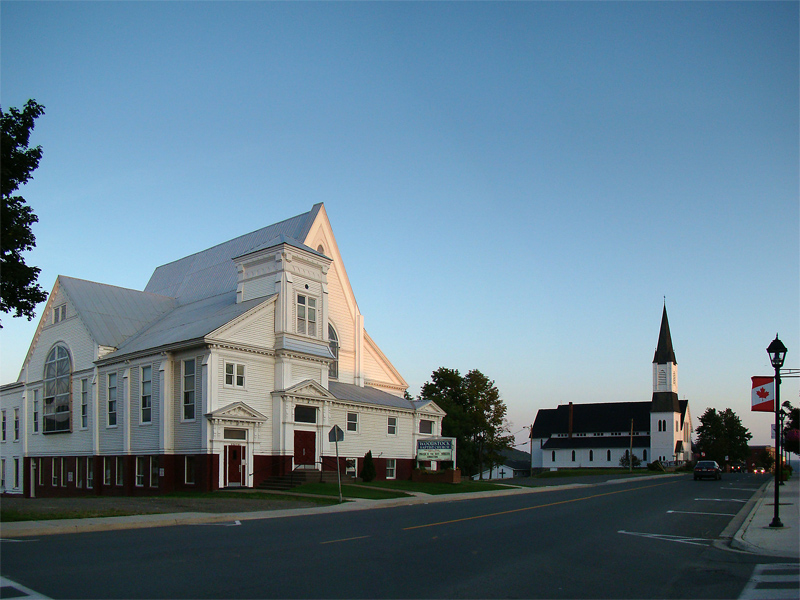
Coucher de soleil sur la rue principale.

La ville est un nœud routier important, étant au croisement de la route 95, vers les États-Unis, et de l'autoroute 2, la route transcanadienne. La ville est également desservie par les routes 103, 105, 165, 550, 555 et 585. La ville est desservie par les autobus interurbains et il y a l'aéroport de Woodstock, de l'autre côté du fleuve.
Le chemin de fer a été démantelé. Le fleuve est navigable mais n'est plus utilisé pour le commerce depuis la construction du barrage de Mactaquac, en aval.

### Autres services publics
La ville possède un poste de la Gendarmerie royale du Canada. Il est le siège du district 7, qui regroupe des parties des comtés de Victoria, de Carleton et d'York. Woodstock possède aussi son propre service de police municipale et un service de pompiers.
Un hôpital est situé dans la paroisse de Wakefield, au nord. La ville compte quant à elle un centre de santé mentale, un service de traitement des dépendances, un poste d'Ambulance Nouveau-Brunswick, une unité du programme extra-mural et une unité de santé publique. Woodstock bénéficie aussi d'un foyer de soins agréés, le Carleton Manor.
Woodstock est le siège d'un tribunal de la Cour provinciale du Nouveau-Brunswick.
Le marché agricole de Woodstock est ouvert à l'année.
Woodstock compte un bureau régional d'Énergie NB.

### Médias
Un journal bihebdomadaire, le Bugle-Observer, est imprimé à Woodstock depuis 1908. Un journal hebdomadaire indépendant, le Carleton Free Press, est publié depuis 31 octobre 2007 par Ken Langdon, l'ancien rédacteur en chef du Bugle-Observer.
La ville possède une station de radio, le CJCJ 104.1 FM du réseau EZ Rock. Au niveau de la télévision, la région est desservie par WAGM-TV de Presque Isle, au Maine, en plus de bureaux régionaux de Global, CTV et CBC à Fredericton et Saint-Jean.
Woodstock a eu au moins 22 journaux différents au cours de son histoire. Le premier était le Carleton Sentinel, publié à partir de juillet 1848 jusqu'en mars 1943. Il abhsorba en 1863 le Woodstock Times and Victoria County Advocate, qui lui-même remplaçait le Victoria Guardian de Grand-Sault. Le Carleton Sentinel fusionna avec The Press en 1943 pour former le Sentinel Press. The Press avait été fondé en 1880 en tant que Woodstock Press, renommé en The Press en 1896. Le Sentinel Press disparu en juin 1971. The Reformer fut distribué entre avril et décembre 1853, renommé en Woodstock Journal en 1854 puis finalement en Woodstock Acadian en 1865, avant de disparaître en 1868. The Buggle fut fondé en 1963 et fusionna en 1969 avec le Perth-Andover Gazette, fondé en 1967, et le Florenceville Times, fondé en 1969, pour former The Bugle Gazette Times. Ce journal prit le nom The Woodstock Buggle en 1973 puis reprit le nom original The Bugle en 1977. The Bugle absorba The Gazette - La Gazette de Grand-Sault en 1980. Il fut acheté par Brunswick News en 2003. Peu de temps après, Brunswick News acheta le journal hebdomadaire d'Hartland, The Observer. La production fut combinée dans un seul bureau à Woodstock mais continua à publier les deux journaux. Plus tard, les journaux furent fusionnés et renommé Bugle-Observer, publié deux fois par semaine, le mardi et le jeudi.
Les autres journaux sont le Dispatch, hebdomadaire, entre 1894 et 1918; le Kings Highway, un bimensuel qui remplaça le Kings Highway de Saint-Jean en 1894 et qui fut remplacé par le Kings Highway de Fredericton en 1910; le Lancet en 1853; le Nackawick Bummer en 1867, le Pike Pole en 1858, l'hebdomadaire Telegraph and New Brunswick General Register entre 1840 et 1847; l'hebdomadaire The Temperance Advocate entre 1853 et 1855; l'hebdomadaire The Times entre 1837 et 1841; The Union entre 1865 et 1866; le Valley Visitor; et finalement le Woodstock Weekly Clipper, un hebdomadaire publié entre 1877 et 1878.

### Sport et parcs
Woodstock bénéficie du Club de golf et de curling. Son parcours de 9 trous est le plus ancien terrain de golf du Nouveau-Brunswick.

## Culture

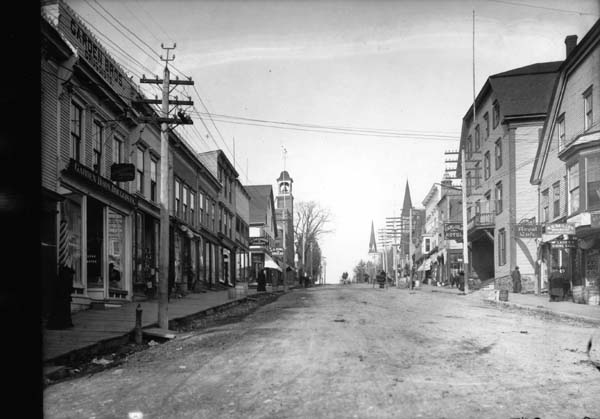
Rue principale de Woodstock en 1900.

### Langues
Selon la Loi sur les langues officielles, Woodstock est officiellement anglophone puisque moins de 20 % de la population parle le français.

### Personnalités
- William Teel Baird (1819-1897), pharmacien, fonctionnaire, officier de milice et auteur, décédé à Woodstock ;
- Frank Broadstreet Carvell (1862-1924), avocat, homme d'affaires et homme politique, mort à Woodstock;
- Charles Connell (1810-1873), marchand et homme politique, décédé à Woodstock ;
- George Heber Connell (1836-1881), marchand et homme politique, né à Woodstock ;
- Harold William Culbert (1944-2005), agent d'assurances, comptable, homme d'affaires et homme politique, né à Woodstock ;
- Frederick Dibblee (1753-1826), instituteur, prêtre et auteur, mort à Woodstock;
- James Kidd Flemming (1868 - 1927), premier ministre du Nouveau-Brunswick, mort à Woodstock ;
- Dale Graham, marchand et homme politique, député de Carleton à l'Assemblée législative du Nouveau-Brunswick, né à Woodstock ;
- Richard Bennett Hatfield (1931 - 1991), premier ministre du Nouveau-Brunswick, né à Woodstock ;
- Noel Lola, chasseur, guide et personnage de légendes, mort à Woodstock avant 1861 ;
- William O. Raymond (1853-1923),  membre du clergé et historien canadien du Nouveau-Brunswick, né à Woodstock ;
- Francis Peabody Sharp (1823-1903), arboriculteur, pomologue et homme d'affaires, mort à Woodstock ;
- Rankin Wheary (1895-1918), soldat, né à Woodstock.

### Lieux et monuments remarquables

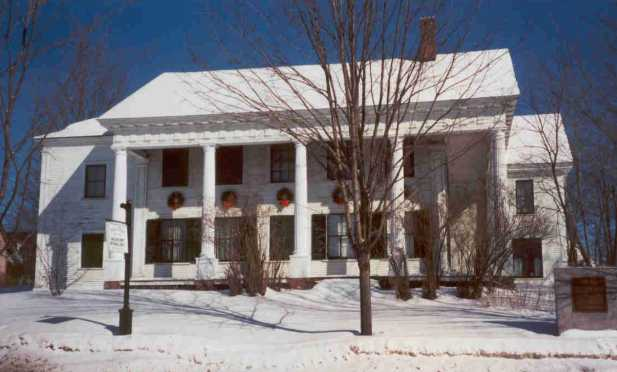
La maison Charles Connell

La ville possède un important patrimoine architectural, dont une quarantaine de sites historiques municipaux et provinciaux.
Le palais de justice du comté de Carleton est l'un des plus imposants édifices de la ville, situé sur la rue Main. C'est un édifice de deux étages en briques et en grès. Il symbolise la lutte entre Creek Village (Woodstock) et Upper Woodstock pour l'obtention du titre de chef-lieu du comté. L'édifice, ayant des éléments du style roman, fut conçu par l'architecte Ernest Fairweather pour être en harmonie avec le bureau de l'enregistrement, conçu en 1884 par J. G. Fletcher et auquel il est rattaché par un corridor. Commandé en 1909, il fut inauguré en 1910. L'intérieur du palais de justice est en grande partie intact et il est le seul au Canada à posséder encore l'enceinte où prend place le grand jury. Sur le terrain se trouve également un cénotaphe, construit en 1920 et commémorant les soldats du comté morts durant la Première Guerre mondiale ainsi qu'une plaque pour ceux morts plus tard. Un canon allemand récupéré par le député Thomas W. Caldwell fut installé la même année sur la pelouse.
La prison du comté de Carleton est un édifice de deux étages construit en 1901 selon les plans de H. H. Mott, un architecte de Saint-Jean. L'édifice est situé en arrière du palais de justice et il comporte des éléments du style roman. Il est doté d'une tour carrée de trois étages et plusieurs éléments d'origine sont intacts. La prison fut utilisée jusqu'en 1993 et 3 personnes y ont été pendues: 
George Gee en 1904, Thomas Cammack en 1905 et Benny Swim en 1922. L’exécution de Benny Swim, accusé d'un double meurtre, créa un scandale, car il fallut le pendre deux fois.
La bibliothèque publique L.-P.-Fisher, construite en 1914, possède des boiseries en acajou du Honduras.
Il y a deux attractions de bord de route à Woodstock: la sculpture d'un fermier au marché ainsi qu'une sculpture représentant Yogi l'ours.

### Religion
Woodstock est le siège de l'archidiaconé de Woodstock, qui regroupe toutes les paroisses anglicanes du nord-ouest de la province. Il dépend du diocèse anglican de Fredericton et il compte un seul doyenné, le doyenné de Woodstock. Pour le catholiques, la ville est comprise dans le diocèse de Saint-Jean.
Woodstock dispose de 10 lieux de culte, soit l'Assemblée pentecôtiste Bethel, l'église pentecôtiste unie Calvary, l'Église de Jésus-Christ des saints des derniers jours, l'Armée du salut, l'église catholique romaine St. Gertrude's, l'église anglicane St. Luke's, l'église presbytérienne St. Paul's, l'église unie du Canada St. James, l'église baptiste de Woodstock et l'église wesleyenne de Woodstock

### Événements
Un concours de beauté, Miss Woodstock, est organisé à chaque année. La Woodstock Old Home Week, ou Festival de l'Hospitalité de Woodstock, a lieu en août.